# Lighter (песня)
«Lighter» (с англ. — « Зажигалка») — песня норвежского певца и автора песен Кайла Алессандро. Композиция была выпущена 24 января 2025 года лейблом Warner Music. Песня была написана и спродюсирована самим Алессандро в сотрудничестве со шведским композитором Адамом Вудсом. С ней артист представлял Норвегию на 69-м конкурсе песни «Евровидение», который прошёл в Базеле, Швейцария. В финале конкурса композиция заняла 18-е место, набрав 89 баллов.

## Предпосылки и композиция
Песня «Lighter» была вдохновлена личными переживаниями Алессандро, связанными с болезнью его матери. Музыкально композиция сочетает элементы поп-музыки с влиянием барочной и скандинавской фолк-традиции. Основной мотив песни — самоподдержка и внутренний свет, что отражается в припеве: «I’ll be my own lighter» («Я сам буду своим светом»).

## Евровидение-2025

### Melodi Grand Prix 2025
Алессандро был объявлен участником норвежского национального отбора Melodi Grand Prix 2025 16 января 2025 года. Финал отбора состоялся 15 февраля, и по его итогам «Lighter» одержала победу, набрав 307 баллов (118 от жюри и 189 от телезрителей).

### На Евровидении
Во втором полуфинале конкурса, прошедшем 15 мая 2025 года, Норвегия квалифицировалась в финал, заняв 8-е место с 82 баллами. В гранд-финале, состоявшемся 17 мая, Кайл Алессандро выступил первым и занял 18-е место, набрав 89 баллов.

## Музыкальное видео
Официальный клип на песню был выпущен 24 января 2025 года на канале Eurovision Song Contest на YouTube. Позднее были также опубликованы акустическая версия (28 марта 2025) и симфоническая версия, записанная с Норвежским радиооркестром (18 апреля 2025).

## Критика
Музыкальные критики восприняли песню неоднозначно. Тор Мартин Бё из Verdens Gang оценил живое выступление на 3 из 6 баллов, назвав песню «попом в стиле „Игры престолов“». В то же время Ральф Лофстад из Dagbladet поставил выступлению на национальном отборе 5 из 6 баллов, отметив запоминающийся припев.

## Список композиций
Цифровая загрузка / стриминг
1. «Lighter» — 2:55

Акустическая версия
1. «Lighter (Acoustic Version)» — 3:14

Ремикс Matoma
1. «Lighter (Matoma Remix)» — 3:14

## Чарты
| Чарт (2025)         | Пиковая позиция |
| ------------------- | --------------- |
| Норвегия (VG-lista) | 11              |
| Литва (AGATA)       | 65              |

## История релиза
| Регион | Дата           | Формат                      | Версия              | Лейбл        |
| ------ | -------------- | --------------------------- | ------------------- | ------------ |
| Все    | 24 января 2025 | Цифровая загрузка, стриминг | Оригинал            | Warner Music |
| Все    | 28 марта 2025  | Цифровая загрузка, стриминг | Акустическая версия | Warner Music |
| Все    | 9 мая 2025     | Цифровая загрузка, стриминг | Ремикс от Matoma    | Warner Music |